# Кранэкс (футбольный клуб)
«Кранэкс» — российский футбольный клуб из Иванова. Лучшее достижение в первенстве России — 11-е место в 5-й зоне второй лиги в 1993 году. Является первым обладателем Кубка России среди любительских клубов. В первые годы[уточнить] российского первенства выполнял роль второй команды ивановского «Текстильщика».

## Результаты выступлений
| Сезон | Дивизион        | Зона    | Место    | И  | В  | Н | П  | Мячи  | О  |
| ----- | --------------- | ------- | -------- | -- | -- | - | -- | ----- | -- |
| 1992  | КФК России      | Центр А | 5 из 15  | 28 | 17 | 3 | 8  | 46-28 | 37 |
| 1993  | Вторая лига ПФЛ | 5 зона  | 11 из 16 | 30 | 9  | 8 | 13 | 32-39 | 26 |
| 1994  | Третья лига ПФЛ | 4 зона  | 12 из 13 | 24 | 4  | 4 | 16 | 17-53 | 12 |
| 1995  | Третья лига ПФЛ | 4 зона  | 13 из 13 | 24 | 3  | 7 | 14 | 14-39 | 16 |
| 1996  | Третья лига ПФЛ | 5 зона  | 15 из 16 | 30 | 2  | 8 | 20 | 21-75 | 14 |

В Кубке России сыграл 1 матч: в 1/256 финала розыгрыша сезона 1994/95 в Иванове на стадионе «Буревестник» проиграл рыбинскому «Вымпелу» со счётом 0:1. В розыгрыше Кубке России 1995/96 в рамках той же стадии зафиксировано техническое поражение в домашнем матче против владимирского «Торпедо».

## Достижения
- Обладатель Кубка России среди КФК — 1992

## Главные ренеры
- Александр Шуляков (1992—1993)
- Чанов, Александр Валерьевич (1993—1994)
- Криволапов, Юрий Николаевич (1996)